# Fletcher (Oklahoma)
Fletcher es un pueblo ubicado en el condado de Comanche en el estado estadounidense de Oklahoma. En el año 2010 tenía una población de 1177 habitantes y una densidad poblacional de 560,48 personas por km².

## Geografía
Fletcher se encuentra ubicado en las coordenadas 34°49′21″N 98°14′26″O / 34.82250, -98.24056 (34.822445, -98.240643).

## Demografía
Según la Oficina del Censo en 2000 los ingresos medios por hogar en la localidad eran de $27,500 y los ingresos medios por familia eran $34,028. Los hombres tenían unos ingresos medios de $28,594 frente a los $25,000 para las mujeres. La renta per cápita para la localidad era de $13,329. Alrededor del 14.4% de la población estaban por debajo del umbral de pobreza.